# ۲۵۸ (پیش از میلاد)
۲۵۸ (پیش از میلاد) ۲۵۸مین سال قبل از تقویم میلادی است.